# هان دونغ (كاتب)
هان دونغ (بالصينية: 韩东) هو كاتب صيني، ولد في 17 مايو 1961.